# Crkva sv. Franje Asiškoga u Šikari
Crkva sv. Franje Asiškoga je rimokatolička crkva u Šikari kod Tuzle, u Brgulama, posvećena sv. Franji Asiškome, ulice Brgule, kod ceste M1.8.

## Povijest
Područje današnje župe Šikare do 1986. pripadalo je samostanskoj župi sv. Petra i Pavla u Tuzli i dijelom župi Breškama. 22. lipnja 1986. osnovana je župa sv. Franje Asiškoga u Šikari. Od osnutka pastoraliziraju ju oci franjevci provincije Bosne Srebrene. Od 2001. godine u ovoj župi djeluju časne sestre Družbe Kćeri Milosrđa trećega samostanskog reda sv. Franje.
Ova je crkva građena od 1971. godine i potrajala je nekoliko godina. Izgrađena je prema projektu D. Antolkovića. Zato što je bila dijelom tuzlanske župe služila je kao podružna crkva.  Godine 1978. godine. nabavljeno je jedno zvono. Od 1986. crkva služi kao župna.
Interijer crkve obogaćen je umjetničkim djelima. God. 1984. u njoj je postavljena slika (560x250 cm) na temu euharistije slikara Vasilija Jordana te Put križa (reljefi u bronci) kiparice Nine Sedlar. Sliku Sv. Franje izradio je Josip Bifel. Na pročelju crkve nalazi se djelo Sveti Franjo s pticama, djelo ak. slikarice Ine Jerković. Godine 2003. ispred župne crkve postavljen je kip Svetog Franje, djelo akademskog kipara Vene Jerkovića.
Za šikarsku župu župna kuća sagrađena je 1987. – 89. god. Do tad su župnik i njegov zamjenik su stanovali u tuzlanskom samostanu.